# 연속 방정식
물리학에서 연속 방정식(連續方程式, continuity equation, 혹은 '보존 방정식')은 어떤 물리량이 보존되는 상태로 이송되는 것을 기술하는 방정식이다. 질량, 운동량, 에너지 등이 보존되는 양이기 때문에 수많은 물리적 현상들이 연속(보존) 방정식에 의해 기술될 수 있다.

## 일반적인 형태
연속(보존) 방정식의 일반적인 형태는 다음과 같다.
{\displaystyle {\partial \varphi  \over \partial t}+\nabla \cdot f=s}
여기에서 {\displaystyle \varphi }는 주어진 물리량이고, {\displaystyle f}는 그 물리량의 유량(flux)을 나타내는 함수이며, {\displaystyle s}는 그 물리량이 생성되거나 감소되는 양을 나타낸다. 위 방정식은 미소 체적 내의 유량을 고려함으로써 유도할 수 있다.

## 유체역학
유체 동역학에서 연속(보존) 방정식은 질량 보존의 법칙을 수학적으로 나타낸 것이다.
미분방정식 형태로 나타내면 다음 식과 같다.
{\displaystyle {\partial \rho  \over \partial t}+\nabla \cdot (\rho \mathbf {u} )=0}
여기서, {\displaystyle \rho }는 유체의 밀도, {\displaystyle t}는 시간, {\displaystyle \mathbf {u} }는 유체의 속도이다. 비압축성 유체에서는 {\displaystyle \rho }가 상수이다. 정상 상태(steady-state)인 경우, 연속 방정식은 다음 식과 같이 체적에 대한 연속 방정식이 된다.
{\displaystyle \nabla \cdot \mathbf {u} =0}
위 식은 모든 지점에서 속도의 발산이 0임을 뜻한다.
한편, 나비에-스토크스 방정식은 선운동량 보존에 대한 벡터 연속 방정식이다.

## 전자기학
전자기학에서 연속(보존) 방정식은 (국소적) 전하량 보존을 나타내는 법칙으로 나타내거나, 또는 두 맥스웰 방정식의 결과로 유도될 수 있다. 전류 밀도의 발산이 전하 밀도의 변화의 감소율과 같다는 것을 나타낸다.
{\displaystyle \nabla \cdot \mathbf {J} =-{\partial \rho  \over \partial t}.}

### 맥스웰 방정식의 유도
맥스웰 방정식 중 하나인 앙페르 회로 법칙은 다음과 같이 나타낼 수 있다.
{\displaystyle \nabla \times \mathbf {H} =\mathbf {J} +{\partial \mathbf {D}  \over \partial t}.}
양변에 미분을 취하면,
{\displaystyle \nabla \cdot \nabla \times \mathbf {H} =\nabla \cdot \mathbf {J} +{\partial \nabla \cdot \mathbf {D}  \over \partial t},}
여기에서, 회전의 발산(divergence of a curl) 은 영이 되므로, 다음과 같이 나타낼 수 있다.
{\displaystyle \nabla \cdot \mathbf {J} +{\partial \nabla \cdot \mathbf {D}  \over \partial t}=0.\qquad (1)}
또다른 맥스웰 방정식인, 가우스의 법칙은 다음과 같다.
{\displaystyle \nabla \cdot \mathbf {D} =\rho .\,}
여기에 식(1)을 대입하면 다음 식이 나온다.
{\displaystyle \nabla \cdot \mathbf {J} +{\partial \rho  \over \partial t}=0,\,}
이것이 연속(보존) 방정식이다.

### 해석
전류 밀도는 전하 밀도의 움직임이다. 연속(보존)방정식은, 만약 전하가 공간 밖으로 빠져나가면 (즉, 전류 밀도의 발산이 양수 이면), 공간 내의 전하량은 감소한다. 그리하여, 전하 밀도의 변화율이 음수가 된다. 그러므로, 연속(보존) 방정식은 보전되는 전하량을 나타낸다.

## 양자역학[1]
단일 입자에 대한 슈뢰딩거 방정식에서 중요한 점은 그 입자를 어떤 위치에서 발견할 확률이 파동함수의 절댓값을 제곱한 값이 된다는 개념이다. 양자역학의 중요한 특징 중 하나는 확률이 국소적(local)으로 보존된다는 것이다. 전자를 어디에선가 발견할 확률은 줄어드는데 다른 곳에서 발견할 확률이 늘어나고 있다면 (총합은 일정한 채로) 그 사이에 무언가가 분명히 일어나고 있는 것이다. 달리 말하면, 확률이 한 곳에서는 감소하는데 다른 곳에서는 증가하고 있다면 두 곳 사이에는 무언가 흐름이 있어야만 한다는 뜻에서 전자는 연속성이 있는 것이다. 만약 중간에 벽을 하나 놓으면 그로 인한 영향 때문에 확률의 분포가 달라질 것이다. 따라서 확률의 보존만으로는 보존 법칙을 완전히 설명한 것이라 할 수 없다. 에너지 보존 자체는 에너지가 국소적으로 보존된다는 것만큼 심오하고 중요하지가 않았던 것처럼 말이다. 에너지가 사라지고 있다면 그에 대응하여 에너지가 반드시 흘러야 한다. 같은 논리로 확률의 흐름(probability current)을 생각할 수 있겠다. 확률 밀도(단위 부피 안에서 발견될 확률)의 변화가 있을 때 이를 어떤 흐름이 들어오고 나가는 것으로 볼 수 있는 그런 흐름을 말이다. 이 흐름은 벡터일 텐데, 한 입자가 {\displaystyle yz}평면에 평행한 면을 {\displaystyle x} 방향으로 단위 시간 및 면적 당 지나갈 확률이 {\displaystyle x} 성분이 되는 벡터이다. {\displaystyle +x} 쪽으로의 흐름이 양의 부호를 갖고 반대 방향은 음의 부호를 갖는다.
확률 밀도 {\displaystyle P(r,t)}가 파동함수를 써서
{\displaystyle P(r,t)=\psi ^{*}(r,t)\psi (r,t)\qquad (1)}
로 표시되므로, 이 질문은 다음을 만족하는 흐름 {\displaystyle J}가 있는가가 된다.
{\displaystyle {\partial P \over \partial t}=-\nabla \cdot J\qquad (2)}
식 (1)을 미분하면 항이 두 개 나온다.
{\displaystyle {\frac {\partial P}{\partial t}}=\psi ^{*}{\frac {\partial \psi }{\partial t}}+\psi {\frac {\partial \psi ^{*}}{\partial t}}}
{\displaystyle {\partial P \over \partial t}={-{i \over \hbar }}\left[\psi ^{*}{1 \over 2m}\left({\frac {\hbar }{i}}\nabla -qA\right)\cdot \left({\frac {\hbar }{i}}\nabla -qA\right)\psi +q\phi \psi ^{*}\psi +\psi {i \over \hbar }{1 \over 2m}\left({\frac {\hbar }{i}}\nabla -qA\right)\cdot \left({\frac {\hbar }{i}}\nabla -qA\right)\psi -q\phi \psi ^{*}\psi \right]\qquad (3)}
이 나오는데, 퍼텐셜 항 및 여러 다른 항들이 상쇄된다. 남는 항들은 전부 무언가의 다이버전스가 되므로 전체 식을 다시 써보면 다음과 같다.
{\displaystyle {\partial P \over \partial t}={-\nabla }\cdot \left\{{1 \over 2m}\psi ^{*}\left({\frac {\hbar }{i}}\nabla -qA\right)\psi +{1 \over 2m}\psi \left(-{\frac {\hbar }{i}}\nabla -qA\right)\psi ^{*}\right\}\qquad (4)}
식이 복잡해 보이지만 실상은 그렇지 않다. {\displaystyle \psi }에 어떤 연산을 한 결과와 {\displaystyle \psi ^{*}}를 곱한 것에, {\displaystyle \psi ^{*}}에 이 연산의 복소 공액인 연산을 한 결과와 {\displaystyle \psi }를 곱한것의 합이다. 어떤 값에 그것의 복소 공액을 더했기 때문에 전체는 당연히 실수가 된다. 여기서의 연산은 운동량 연산자 {\displaystyle {\hat {P}}} 빼기 {\displaystyle qA}로 기억하면 간단하다. 이 식을 (1)과 비교하면 흐름을 다음과 같이 쓸 수 있다.
{\displaystyle J={\frac {1}{2}}\left\{\psi ^{*}\left[{\frac {{\hat {P}}-qA}{m}}\right]\psi +\psi \left[{\frac {{\hat {P}}-qA}{m}}^{*}\right]\psi ^{*}\right\}\qquad (5)}
따라서 식 (2)에 들어맞는 흐름이 분명히 존재한다. 식 (4)을 보면 확률이 국소적으로 보존됨을 알 수 있다. 한 곳에서 입자가 사라졌는데 다른 곳에서 나타나는 일은 두 곳 사이에 무언가가 일어나지 않고서는 불가능하다. 첫 번째 영역이 그것을 넉넉하게 감싸는 충분히 큰 폐곡면으로 둘러싸여 있어서 그 면에서 전자를 발견할 확률은 0이라고 해 보자. 그 전자를 폐곡면 안의 어디선가 발견할 확률의 총합은 {\displaystyle P}를 부피 적분하면 얻을 수 있다. 하지만 가우스의 정리에 따르면 {\displaystyle J}의 다이버전스를 부피 적분한 것은 {\displaystyle J}를 면적분한 것과 같다. 폐곡면의 표면에서 {\displaystyle \psi }가 0이면 식 (5)에 의해 {\displaystyle J}가 0이 되고 따라서 폐곡면 안에서 이 입자를 발견할 확률은 시간이 흘러도 변하지 않는다. 경계에 접근하는 확률이 있어야 그중 일부라도 밖으로 샐 수 있다. 혹은 폐곡면을 통과해야만 밖으로 나갈 수 있다고 말해도 되는데, 이것이 국소적 보존(local conservation)이다.

## 같이 보기
- 보존 법칙
- 오일러 방정식